# Симонович, Бошко
Бо́шко Симо́нович (сербохорв. Boško Simonović / Бошко Симоновић; 12 февраля 1898, Шид, Королевство Сербия — 5 августа 1965, Белград, Югославия) — югославский футболист, судья, спортивный функционер и тренер, наставник сборной Югославии на чемпионате мира 1930 года.

## Биография
Бошко Симонович был по профессии архитектором, однако прославился в мире спорта, главным образом на тренерском поприще. Будучи игроком, выступал на позиции вратаря, играл за клубы «Српски мач» и «ОФК». В 1923 году стал первым футбольным арбитром Югославии, обслуживавшим международный матч (между «Бухарестом» и «ОФК» в Румынии). Был вынужден оставить судейскую карьеру, получив тяжёлые переломы ног во время занятий санным спортом. В клубе «ОФК» занимал различные должности, начиная с 1919 года. Также занимался журналистской деятельностью, был редактором нескольких югославских спортивных изданий. В конце жизни начал работу по сбору материала по написанию истории югославского футбола, однако не сумел завершить начатое. В фильме «Монтевидео: Божественное видение», посвящённом выступлению югославской команды на первом чемпионате мира по футболу, его роль исполнил Небойша Илич.

### Тренерская карьера
Его тренерским дебютом стал пост наставника клуба «Войводина» в 1929 году.
В период с 1930 по 1940 гг. неоднократно занимал пост тренера национальной сборной Югославии, руководил командой на этом посту в общей сложности в 43 играх (среди которых были игры Балканского кубка и первого чемпионата мира). Наиболее известен по работе со сборной на чемпионате мира 1930 года, на котором вместе со сборной ему удалось достичь стадии полуфинала.